# El país más feliz del mundo
El país más feliz del mundo es una película de comedia colombiana de 2017 dirigida por Jaime Escallón Buraglia con guion de Dago García, protagonizada por Julio Pachón, Carlos Gutiérrez, Luis Eduardo Arango, Freddy Ordoñez, Carlos Hurtado y Yurian Carolina Serrano.

## Sinopsis
Un alcalde corrupto y su asistente, acostumbrados a estafar y robar durante su mandato, emprenden un viaje para inaugurar el cementerio de su localidad. Sin embargo, en este viaje son víctimas de extorsiones, estafas y humillaciones que les demuestran que no es necesario tener una privilegiada posición para ser corrupto.

## Reparto
- Julio Pachón es Libardo.
- Carlos Gutiérrez es Fermín.
- Luis Eduardo Arango es Gustavo.
- Freddy Ordóñez es el cabo Romero.
- Carlos Hurtado es el capitán García.
- Yurian Serrano es Lorena.
- Diego León Hoyos es Nazareno.
- John Álex Toro es el comandante Viruela.
- Vince Balanta Archivado el 8 de octubre de 2020 en Wayback Machine. es Oswaldo
- José Alberto Cardeño es Paco.